# Fototeca
Una fototeca es una organización encargada de adquirir, organizar, conservar y catalogar fotografías para su posterior difusión de cara al usuario. Hay fototecas comerciales y no comerciales, y ambas se distinguen de los archivos fotográficos por el tipo de usuario o cliente. Las actividades principales de una fototeca son: selección y adquisición de fotografías, conservación y difusión de estas.

## Selección
La política de selección de fotografías se basa, generalmente en una serie de criterios como pueden ser:
- La calidad de la fotografía (su estado de conservación).
- La cantidad de fotografías que componen una colección.
- El tema de la fotografía.
- El interés para el usuario o cliente.

## Adquisición
Los métodos más comunes son:
- A través de fotógrafos en plantilla: que no es muy habitual. Es más normal que las fototecas encarguen trabajos puntuales a fotógrafos autónomos.
- Por medio de depósitos: en este caso uno o varios fotógrafos proporcionan sus fotografías a la fototeca para que esta las distribuya, repartiendo los beneficios mediante un porcentaje.
- Por compra directa: lo que implica la cesión por parte del autor de todos los derechos sobre las fotografías.
- Por cesiones o donaciones.

## Fototecas en el mundo
- Fototeca del Estado de Zacatecas, Pedro Valtierra.
- Fototeca Digital del Archivo de Bogotá
- Archivo Fotográfico de la Comunidad de Madrid, Madrid.
- Archivo Fotográfico de la Fundación Telefónica, Madrid
- Archivo Fotográfico de la Real Academia Nacional de Farmacia, Madrid
- Archivo Fotográfico de la Universidad de Navarra, Pamplona
- Archivo Fotográfico del Padre Benito de Frutos, Santuario de El Henar, perteneciente al municipio de Cuéllar
- Archivo Fotográfico Municipal de Málaga
- Arxiu Fotografic de Barcelona, Ayuntamiento de Barcelona
- Biblioteca Nacional de España, Madrid
- Centro de Fotografía, Isla de Tenerife
- Centro de Fotografía de Montevideo
- Deutsche Fotothek, Dresde
- Fondo Fotográfico Municipal, Alicante
- Fondo fotográfico Municipal, Zaragoza
- Fondos fotográficos del  Archivo Histórico Provincial de Zaragoza
- Fondos Fotográficos Vascos, Fundación Euskomedia
- Fototeca de la Biblioteca Hertziana
- Fototeca de la Diputación Provincial de Huesca
- Fototeca del Instituto Central de Historia del Arte, (Photothek des Zentralinstituts für Kunstgeschichte), Múnich.
- Fototeca del Instituto de Historia del Arte (Kunsthistorisches Institut), Florencia
- Fototeca del Instituto Geográfico Nacional, Madrid
- Fototeca del Instituto Herder (Bildarchiv des Herder-Instituts), Marburg.
- Fototeca del Patrimonio Histórico del Instituto del Patrimonio Cultural de España (IPCE); Ministerio de Cultura, Madrid
- Fototeca Laboratorio de Arte, Sevilla
- Fototeca Marburg (Bildarchiv Foto Marburg), Marburg
- Fototeca Municipal, Sevilla
- Fototeca Renana (Rheinisches Bildarchiv), Colonia
- Instituto Amatller de Arte Hispánico, Barcelona
- Fototeca Lorenzo Becerril A.C. (FLBAC) Puebla (México)
- Fototeca Nacional (México)